# And Then There Were None (minissérie)
And Then There Were None é uma minissérie britânica baseada no livro homônimo de Agatha Christie. Exibida originalmente em dezembro de 2015 no canal BBC One, foi a primeira adaptação da história para a televisão, assim como a primeira com a conclusão original do livro. A minissérie é composta por três episódios, todos escritos por Sarah Phelps e dirigidos por Craig Viveiros. No Brasil, foi exibido pelo canal GNT.

## Enredo
Em agosto de 1939, oito estranhos são convidados, de diversas formas, para Soldier Island, uma pequena ilha rochosa na costa de Devon. Isolados do continente, com seus anfitriões, Sr. e Sra. U.N. Owen, misteriosamente ausentes, cada um dos convidados é acusado de um crime terrível, assim como o casal de serventes. Quando duas pessoas morrem em circunstâncias estranhas na primeira noite, os acusados percebem que pode haver um assassino entre eles.

## Elenco e personagens
- Douglas Booth como Anthony Marston, acusado de matar duas crianças ao dirigir de forma imprudente
- Charles Dance como o juiz Lawrence Wargrave, acusado de condenar um inocente à forca
- Maeve Dermody como Vera Claythorne, acusada de deliberadamente causar a morte de uma criança sob seus cuidados
- Burn Gorman como o detetive-sargento William Blore, acusado de matar um preso
- Anna Maxwell Martin como Ethel Rogers, acusada junto de seu marido de ter matado seu empregador anterior
- Sam Neill como o General John MacArthur, acusado de matar um oficial que estava tendo um caso com sua esposa
- Miranda Richardson como Emily Brent, acusada de ser responsável pelo suicídio de sua empregada grávida
- Toby Stephens como Dr. Edward Armstrong, acusado de matar um paciente após realizar uma cirurgia bêbado
- Noah Taylor como Thomas Rogers, acusado junto de sua esposa de ter matado seu empregador anterior
- Aidan Turner como Philip Lombard, acusado de matar 21 pessoas no leste da África em busca de diamantes

## Produção

### Concepção
And Then There Were None foi encomendada por Ben Stephenson e Charlotte Moore para a BBC, para marcar o 125º aniversário de nascimento de Agatha Christie. A adaptação foi produzida pela Mammoth Screen em parceria com a Agatha Christie Productions.
A roteirista Sarah Phelps disse à BBC que estava chocada pela aridez e brutalidade do romance. Comparando o livro aos outros trabalhos de Christie, declarou que "dentro das histórias de Poirot e [Miss] Marple, alguém sempre está lá para resolver o mistério, o que dá uma sensação de segurança, de adivinhar o que acontece a seguir… Neste livro isso não acontece – ninguém virá salvá-lo, absolutamente ninguém virá ajudar, resgatar ou interpretar [a situação]".